# ستيفن نيوتن
ستيفن نيوتن (بالإنجليزية: Stephen Newton)‏ (12 أبريل 1853 في المملكة المتحدة - 16 أغسطس 1916 في المملكة المتحدة) هو لاعب كريكت بريطاني (وحمل سابقاً جنسية المملكة المتحدة لبريطانيا العظمى وأيرلندا). لعب مع نادي مقاطعة ميدلسكس للكريكت ‏ ونادي مقاطعة سومرست للكريكت ‏ ونادي مارليبون للكريكت ‏ ونادي جامعة كامبريدج للكريكيت ‏.